# Patrick Boucheix
Pour les articles homonymes, voir Boucheix.
Pas d'image ? Cliquez ici

a Compétitions nationales et continentales officielles uniquement.

Patrick Boucheix, né le 25 mars 1954 à Olby, est un joueur de rugby à XV français évoluant au poste de pilier ou talonneur.

## Biographie
Après avoir débuté en cadet en 1971, il joue en première ligne avec l'AS Montferrand entre 1974 et 1980. Il dispute trois finales dont une défaite 9 à 7 en Du Manoir face à Narbonne en 1979 et une victoire, en 1976, contre le SC Graulhet sur le score de 40 à 12, avec, entre autres, Jacques Rougerie, le père d'Aurélien. L'autre finale, c'est en championnat en 1978 perdue face à l'AS Béziers sur le score de 31 à 9.
Quelques années après son escapade au Stade clermontois, Patrick Boucheix se retrouve à l'ASM en qualité d'entraîneur, d'abord avec François Anne, ensuite avec François Decotte de 1991 à 1993, puis en compagnie de Bertrand Rioux de 1993 à 1995. Spécialiste des avants, il est présent lors de la finale de 1994, perdue de peu face au Stade toulousain 22 à 16. Retraité au pied du Puy de Dôme, il entraîne depuis 2010 le Rugby club Dômes Sioule.

## Palmarès

### En tant que joueur
- Challenge Yves du Manoir :
  - Vainqueur (1) : 1976
  - Finaliste (1) : 1979
- Championnat de France de première division :
  - Vice-champion (1) : 1978

### En tant qu'entraîneur
- Championnat de France de première division :
  - Vice-champion (1) : 1994
- Challenge Yves du Manoir :
  - Finaliste (1) : 1994